# Волоконный лазер
Волоко́нный ла́зер — лазер, активная среда и, возможно, резонатор которого являются элементами оптического волокна. При полностью волоконной реализации такой лазер называется цельноволоконным, при комбинированном использовании волоконных и других элементов в конструкции лазера он называется волоконно-дискретным или гибридным. Волоконные лазеры применяются в промышленности для резки металлов и маркировки продукции, сварки и микрообработки металлов, в линиях волоконно-оптической связи. Их основными преимуществами являются высокое оптическое качество излучения, небольшие габариты и возможность встраивания в волоконные линии.
Существует большое разнообразие конструкций волоконных лазеров, обусловленное спецификой их применения. Для их изготовления широко применяются как резонаторы типа Фабри — Перо, так и кольцевые резонаторы. Специальными методиками можно создать однополяризационные лазеры, лазеры сверхкоротких импульсов и другие. Во всех волоконных лазерах применяются специальные типы оптических волокон, в которые встроены один или несколько волноводов для осуществления оптической накачки.

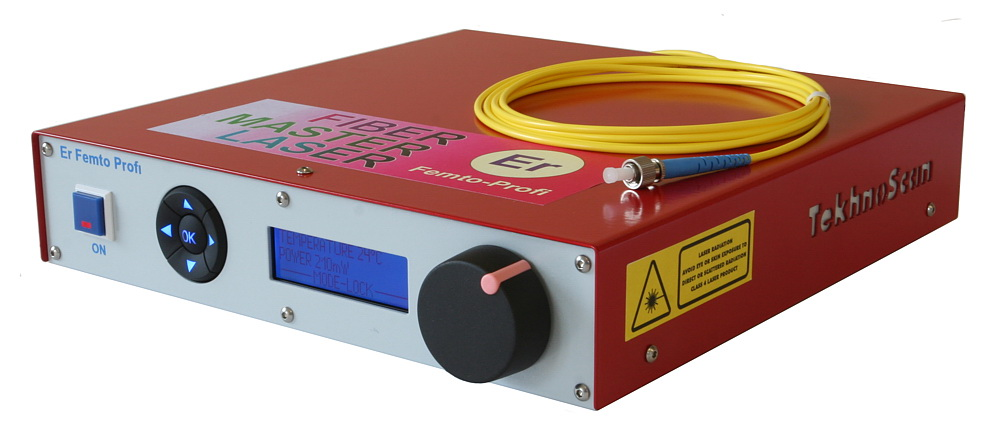
Цельноволоконный фемтосекундный эрбиевый лазер.

## История
Впервые передачу лазерного излучения по оптическому волокну продемонстрировали Элиес Снитцер (англ. Elias Snitzer) и Уилл Хикс (англ. Will Hicks) в 1961 году. Основным недостатком их устройства было сильное затухание излучения при прохождении волокна. Однако через несколько лет Снитцером был создан первый лазер, в качестве рабочей среды которого использовалось оптическое волокно, легированное неодимом. В 1966 году Чарльз Као и Джордж Хокхам создали оптическое волокно, затухание в котором составляло около 20 дБ/км, в то время как иные существовавшие на то время волокна характеризовались затуханием более 1000 дБ/км. Информационная ёмкость волокна Као соответствовала двумстам телеканалам. Внутренний диаметр составлял около 4 микрон, а диаметр всего волновода около 400 микрон. Прогресс в производстве оптических волокон привлёк широкое внимание к ним как средству передачи сигналов на большие расстояния.
Стремительное развитие волоконных лазеров началось с конца 1980-х. Основные направления исследований были связаны с экспериментированием в использовании различных примесей в оптических волокнах для достижения заданных параметров генерируемого излучения. В частности, особый интерес представляла генерация сверхкоротких импульсов в инфракрасной области спектра. C 1993 года в сенсорике и сфере связи стали широко использоваться промышленные образцы эрбиевых лазеров. В 1990-е годы мощность генерации эрбиевых лазеров превысила порог в 1 Вт, был продемонстрирован эрбиевый четырёхваттный лазер. После 2000 года привлекли к себе внимание иттербиевые лазеры, показавшие значительный потенциал для увеличения мощности.
В течение 1993—1994 годов небольшой коллектив сотрудников российской компании НТО «ИРЭ-Полюс» разработал первые прототипы волоконных усилителей света с диодной накачкой, по мощности превышающие зарубежные аналоги. Позже основатель этой компании В. П. Гапонцев создал международную корпорацию IPG Photonics, которая в настоящее время контролирует 80 % мирового рынка волоконных лазеров большой мощности. Её основные производственные площадки расположены в США, Германии и России.

## Принципы работы

### Общая схема

Типичная схема волоконного лазера. 1 — активное волокно. 2 — брэгговские зеркала. 3 — блок накачки

Волоконный лазер состоит из модуля накачки (как правило, широкополосные светодиоды или лазерные диоды), световода, в котором происходит генерация, и резонатора. Световод содержит активное вещество (легированное оптическое волокно — сердцевина без оболочки, в отличие от обычных оптических волноводов) и волноводы накачки. Конструкция резонатора обычно определяется техническим заданием, но можно выделить наиболее распространенные классы: резонаторы типа Фабри — Перо и кольцевые резонаторы. В промышленных установках для повышения выходной мощности иногда объединяют несколько лазеров в одной установке.

### Активное волокно
Сверхчистый плавленый кварц, который является основным материалом оптических волокон, обладает высокой прозрачностью (оптические потери — несколько процентов на километре длины). Специальные примеси, вводимые в кварц легированием, превращают его в активную среду. Исходя из требований на частоту излучения (инфракрасный диапазон для телекоммуникаций) и малую пороговую мощность накачки, как правило, легирование выполняют редкоземельными элементами группы лантаноидов. Одним из распространённых типов волокон является эрбиевое, используемое в лазерных и усилительных системах, рабочий диапазон которых лежит в интервале длин волн 1530—1565 нм. Вследствие различной вероятности переходов на основной уровень с подуровней метастабильного уровня, эффективность генерации или усиления отличается для различных длин волн в рабочем диапазоне. Степень легирования редкоземельными ионами обычно зависит от длины изготовляемого активного волокна. В пределах до нескольких десятков метров она может составлять от десятков до тысяч ppm, а в случае километровых длин — 1 ppm и менее.

### Накачка
Существуют различные конструкции накачки оптических волноводов, из которых наиболее употребительными являются чисто волоконные конструкции. Одним из вариантов является размещение активного волокна внутри нескольких оболочек, из которых внешняя является защитной (так называемое волокно с двойным покрытием).

Схема накачки лазера, основанного на волокне с двойным покрытием

Первая оболочка изготовляется из чистого кварца диаметром в несколько сотен микрометров, а вторая — из полимерного материала, показатель преломления которого подбирается существенно меньшим, чем у кварца. Таким образом, первая и вторая оболочки создают многомодовый волновод с большим поперечным сечением и числовой апертурой, в который запускается излучение накачки. Эффективное возбуждение ионов редкоземельных элементов достигается подбором диаметров активной сердцевины и волновода накачки. По такой технологии можно получить выходную мощность порядка 100 Вт.

Два различных типа оптических волокон для волоконных лазеров (не в масштабе). Слева: обычная схема с одним волноводом накачки, волокно с двойным покрытием. Справа: схема технологии GTWave с двумя волноводами накачки (для примера). 1. Сердцевина, легированная редкоземельными ионами. 2. Волновод накачки. 3. Общая оболочка. 4. Защитная оболочка.

Большие мощности накачки достигаются с помощью технологии GTWave. В одну защитную оболочку встраивается несколько сердцевин волноводов, одна из которых является активной средой, а другие — волноводами накачки. Накачка осуществляется благодаря эванесцентному полю, проникающему в активную среду через их стенки. Особенностью технологии являются возможность ввода излучения накачки через оба торца каждого из волноводов накачки и отсутствие необходимости в WDM-ответвителях.
Допустимую мощность накачки ограничивает предельная мощность излучения на единицу площади, которую выдерживает вещество без разрушения. Для чистого кремния она составляет 1010 Вт/см2 (22 Дж/см2 для импульса длительностью 1 нс на длине волны 1 мкм). Таким образом, верхний предел мощности накачки для оптического волокна с диаметром сердцевины 8 мкм составляет около 5 кВт.

### Резонаторы типа Фабри — Перо
Резонаторы, основанные на интерферометре Фабри — Перо, являются одними из самых распространённых. Различия между ними заключаются в способе создания зеркал резонатора.

#### Резонаторы с использованием диэлектрических зеркал
В первых волоконных лазерах для создания резонатора Фабри — Перо применялись диэлектрические зеркала благодаря возможности создавать их практически прозрачными на длине волны накачки 0,82 мкм, сохраняя при этом высокий коэффициент отражения на длине волны генерации 1,088 мкм (таковы были параметры лазеров, где применялось волокно, легированное ионами Nd3+). Вначале волокно размещалось между зеркалами, однако такую конструкцию было сложно юстировать. Частичное решение проблемы состояло в нанесении диэлектрических зеркал непосредственно на торцы волокна, что, однако, повышало риск их повреждения мощным сфокусированным излучением накачки и ужесточало требования к обработке торцов оптического волокна. Проблема защиты зеркал иногда решалась применением WDM-ответвителей.

#### Резонатор с использованием волоконных брэгговских решёток
Резонатор внутри оптического волокна создается парами внутриволоконных брэгговских решёток — участков оптического волновода, в которых создается структура с модулированным показателем преломления. Участки с изменённым показателем преломления (штрихи) располагаются перпендикулярно оси волновода. Отражение от такой структуры происходит на длине волны
{\displaystyle \lambda _{B}=2n_{\text{eff}}\Lambda _{B},}
где {\displaystyle n_{\text{eff}}} — эффективный показатель преломления основной моды, {\displaystyle \Lambda _{B}} — период решётки. Характер отражения (полное или частичное) будет зависеть от её параметров. Ширина спектра отражения при большом количестве штрихов становится пропорциональной коэффициенту связи {\displaystyle \kappa }, связанному с коэффициентом отражения соотношением
{\displaystyle R=\tanh ^{2}\kappa L,}
где L — длина решётки. На практике созданная внутри волокна брэгговская решётка имеет несколько иные параметры, так как само её создание меняет эффективный показатель преломления в месте нахождения решётки и, таким образом, саму её резонансную длину волны. Для внутриволоконных решёток являются опасными высокие температуры. Хотя в целом температура разрушения решётки существенно зависит от метода её создания и материала волокна, чаще всего критические температуры лежат в диапазоне 300—600 °C. Селективность по частоте брэгговских решёток позволяет получить лазер, работающий на одной продольной моде с узкой частотной полосой генерации. В волоконных ВКР-лазерах иногда создают более одной пары брэгговских решёток на разные длины волн для достижения большего порядка рассеяния (каждый следующий порядок рассеяния изменяет длину волны фотонов, что позволяет достичь требуемой длины волны).

### Кольцевые резонаторы
Простейшей конструкцией кольцевого резонатора является соединение обоих концов WDM-ответвителя с активным волокном. Особенностью волоконных кольцевых резонаторов является пропускание света лишь в одном направлении независимо от частоты, за исключением некоторых резонансных частот. Набег фазы в таком резонаторе выражается формулой
{\displaystyle \psi _{1}=\pi +\phi +2\operatorname {tg} ^{-1}{\frac {{\sqrt {\rho }}\sin \phi }{1-{\sqrt {\rho }}\cos \phi }},}
где {\displaystyle \phi } — набег фазы за счет длины резонатора, {\displaystyle \rho =P_{\mathrm {out} }/P_{\mathrm {inp} }} — отношение мощностей на выходе и на входе отрезка волокна, образующего резонатор. Обычно в кольцевых резонаторах применяются дополнительные изоляторы и поляризаторы, обеспечивающие сохранность поляризации излучения и однонаправленность его распространения. Подобные конструкции появились ещё в 1958 году для неодимовых волоконных лазеров. Для лазеров с синхронизацией мод используют так называемые резонаторы в форме восьмёрки (англ. figure-of-eight lasers), названные так за форму соединения волокна. Обе петли резонатора в виде восьмерки служат в качестве петель Саньяка. Активное волокно размещается несимметрично по отношению к петлям резонатора, что создает нелинейную разницу фаз между встречными волнами и обеспечивает синхронизацию мод при превышении некоторой пороговой мощности накачки.

Кольцевые резонаторы в волоконных лазерах
Обычный кольцевой резонатор, встроенный в волоконный лазер. In: излучение накачки. Out: выходное излучение. 1: активное волокно. 2: поляризатор. 3: оптический изолятор. 4 WDM-ответвитель.
Волоконный лазер с кольцевым резонатором в форме восьмерки. In: излучение накачки. Out: выходное излучение. 1: активное волокно. 2: поляризатор. 3: оптический изолятор. 4 WDM-ответвитель. 50:50 делитель 50/50.

## Технические особенности

### Непрерывная и импульсная генерация

#### Лазеры непрерывной генерации
Исторически первыми вызвали интерес волоконные лазеры непрерывной генерации (англ. CW-lasers), легированные неодимом и работающие на длине волны около 0,8 мкм. Благодаря широкой полосе поглощения они хорошо перестраиваются в пределах 50—60 нм. Обычно они применяются для генерации на длинах волн более 1,36 мкм, для более коротких длин волн применяется легирование неодимом ZBLAN-волокон.
Иттербиевые лазеры по длинам волн генерации в значительной степени подобны неодимовым. Однако благодаря отсутствию поглощения с возбуждённых уровней (эффект, при котором возбуждённые энергетические уровни не только усиливают вынужденное излучение, но и поглощают излучение накачки, переходя на более высокий энергетический уровень) легирование ионами иттербия позволяет получить бо́льшую мощность. Верхний предел на их излучаемую мощность определяет плотность излучения, которая, превышая 1 ГВт/см2, может приводить к сильным нелинейным эффектам. Поэтому на практике ищется баланс между диаметром сердцевины, увеличение которого позволяет увеличить мощность накачки, и значением числовой апертуры, которая при этом уменьшается. 10-киловаттная мощность лазерной установки может потребовать диаметр сердцевины, равный 100 мкм, и внутреннюю оболочку (волновод накачки) диаметром в 1 мм, что не очень удобно. Одним из оригинальных решений для лазеров подобной мощности было изготовление волокна, в котором легированная сердцевина скручена в спираль.
Волоконные лазеры, использующие эрбиевое волокно (иногда с примесями Yb2O3 для сенсибилизации), позволяют получать генерацию как в видимом, так и в инфракрасном диапазоне. Для их накачки применяются GaAs-полупроводниковые и Nd:YAG лазеры. Они наиболее эффективны при накачке на длинах волн 0,95 мкм или 1,48 мкм, где отсутствует поглощение с возбуждённых уровней. Преимуществом эрбиевых лазеров является возможность перестройки длины волны в широком диапазоне, что также используется для уменьшения спектральной ширины линии генерации. С помощью связанных резонаторов был создан лазер, способный генерировать излучение на двух различных длинах волн с шириной каждой из них в 16 кГц.

#### Генерация наносекундных импульсов
Для получения мощных наносекундных импульсов с частотой следования в единицы и десятки килогерц часто применяется модуляция добротности (англ. Q-switching). Использующие её волоконные лазеры способны генерировать излучение с энергией порядка 1 мДж в импульсе с пиковой мощностью более 100 кВт.
Модуляция добротности на практике может достигаться различными способами. Внутрирезонаторные акустооптические модуляторы были использованы ещё в середине 1980-х, а к концу 1990-х стали применяться эрбиевые волоконные лазеры с длиной активного волокна до 79 см и площадью мод
{\displaystyle S_{\mathrm {mode} }={\frac {\left(\int |E|^{2}\mathrm {d} S\right)^{2}}{\int |E|^{4}\mathrm {d} S}}\sim 300\,\mu m^{2},}
работающие с помощью задающих генераторов (англ. master oscillator power amplifier, MOPA).
Нелинейные процессы во время рассеяния Рамана или Мандельштама — Бриллюэна, которые приводили к самомодуляции добротности обычного (не легированного) волокна, были известны довольно давно. В 1998 году была получена генерация импульсов длительностью 2 нс с помощью неодимового волоконного лазера, к которому было присоединено десятиметровое одномодовое волокно. Обратная волна Стокса заходила в резонатор лазера в виде коротких импульсов, что и приводило к необходимому режиму генерации. Через два года был продемонстрирован 4-метровый иттербиевый лазер, генерировавший импульсы длительностью около 100 нс. На практике без дополнительных устройств стохастическая природа этих типов рассеяния приводит к нестабильности амплитуды генерации.

#### Генерация пико- и фемтосекундных импульсов
Обычным методом получения пико- и фемтосекундных лазерных импульсов является синхронизация мод. В волоконном лазере одновременно может излучаться большое количество продольных мод с частотным расстоянием между ними {\displaystyle \Delta \nu =c/L_{\text{opt}}}, где {\displaystyle L_{\text{opt}}} — оптическая длина пути за один проход резонатора. О синхронизации мод говорят в том случае, когда между любыми соседними модами возникает одна и та же разница в фазе {\displaystyle \phi }. Тогда интенсивность излучения I будет пропорциональна функции, зависящей от количества связанных мод M и разницы частот между ними:
{\displaystyle I\sim {\frac {\sin ^{2}[(2M+1)\pi \Delta \nu t+\phi /2]}{\sin ^{2}(\pi \Delta \nu t+\phi /2)}}.}
Результатом является испускание лазером последовательности импульсов длительностью {\displaystyle \tau _{p}={\frac {1}{(2M+1)\Delta \nu }}} с промежутком {\displaystyle \tau _{i}={\frac {1}{\Delta \nu }}} между ними.
В волоконных лазерах используют несколько типов синхронизации мод. Активная синхронизация заключается в модуляции оптического поля по амплитуде или фазе. Для волоконных лазеров приемлемыми по габаритам и потерям при подключении к волоконным приборам являются LiNbO3-электрооптические модуляторы. Длительность импульсов и промежуток между ними определяются конструкцией резонатора. Так, в кольцевом резонаторе с подключённым к нему обычным волокном длиной 2 км с сильной аномальной дисперсией можно получить длительность импульса около 4 пс. Резонатор Фабри — Перо позволяет достичь длительностей {\displaystyle \tau _{p}<2} пс. Существуют приборы, позволяющие получать импульсы длительностью до 10 пс при частоте их следования до 10 ГГц. Однако общей проблемой лазеров подобного типа является неустойчивость амплитуды импульсов при длительном периоде генерации. В полностью волоконной конструкции, применяющей активную синхронизацию мод, используется взаимная фазовая модуляция.
Для получения фемтосекундных импульсов используется пассивная синхронизация мод. В этом случае используется некоторый нелинейный элемент, при прохождении которого импульс становится у́же. В роли нелинейных элементов могут выступать так называемые насыщаемые поглотители, нелинейные зеркала типа волоконной петли и др. Идея использования насыщаемого поглотителя состоит в том, что при распространении импульса через такой прибор его края поглощаются существенно сильнее, чем центр (амплитуда которого намного больше). Это эквивалентно уменьшению длительности импульса. Существуют образцы лазеров, использующих насыщаемые поглотители для генерации импульсов длительностью 320 фс. Нелинейные зеркала или нелинейное вращение поляризации позволяют создать полностью волоконную конструкцию.

### Однополяризационные лазеры

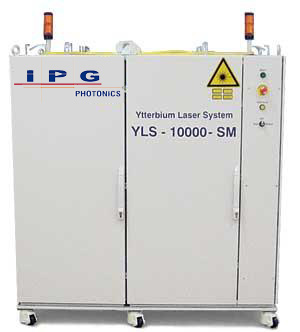
Одномодовый иттербиевый лазер мощностью 10 кВт

Даже в одномодовом волокне существует связь между модами с близкими постоянными распространения и ортогональными поляризациями. Для волоконно-оптических линий связи это является фактором, ограничивающим пропускную способность и длину, так как предпочтительным является сохранение поляризации при распространении импульса по волокну.
Поляризация излучения волоконного лазера в общем случае нелинейным образом зависит от многих факторов, в частности, от мощности накачки. Часто используемым методом подавления одной из ортогональных поляризаций является применение внутриволоконного поляризатора. В его роли выступает металлическая нить определённого сечения (например, в форме латинской буквы D), встроенная в волокно и протянутая вдоль его сердцевины. Для поляризации, ортогональной к плоской поверхности D-образной нити, омические потери будут достаточно сильными, чтобы значительно понизить её интенсивность. Для создания другого типа волоконного поляризатора, основанного на том же физическом принципе, оптическое волокно обрабатывается таким образом, что на расстоянии порядка длины волны от сердцевины образуется полированная поверхность, на которую напыляется слой металла. Экспериментальные исследования описанных конструкций показывали разницу амплитуд поляризаций до 25 дБ в инфракрасном диапазоне при выходной мощности порядка нескольких милливатт и КПД около 25 %.
Принципиально иной метод заключается в использовании оптических волокон с сильным двулучепреломлением мод. Это волокна, в которых искусственно создана асимметрия канала распространения света, например, путём создания эллиптической сердцевины или боковых выемок, вызывающих механические напряжения в волокне в определённом направлении. В них моды с различной поляризацией имеют различные постоянные распространения. Генерации необходимой поляризации добиваются использованием внутриволоконных брэгговских решёток, в которых коэффициент отражения зависит от поляризации для резонатора Фабри — Перо.

### Up-конверсия
Up-конверсионными (ап-конверсионными) называют лазеры, в которых длина волны излучения меньше, чем длина волны накачки (в большинстве обычных лазеров, накачиваемых светом, реализуется противоположная ситуация). Up-конверсионная схема накачки заключается в поглощении активной средой нескольких фотонов, вследствие чего энергия перехода c конечного энергетического уровня превышает энергию каждого из поглощённых фотонов. В волоконных лазерах её применение часто требует использования флюоридных волокон (ZBLAN). Up-конверсия используется в тулий-, эрбий- и празеодим/иттербий-легированых лазерах. Каждый энергетический уровень иона, используемого для генерации, является уширенным вследствие взаимодействия с матрицей. Ап-конверсия позволяет создавать лазеры, работающие в синей области спектра при использовании накачки в красном или инфракрасном диапазоне.
Типичная схема накачки тулиевого активного волокна (активными центрами являются ионы Tm3+) при трёхфотонном поглощении фотонов 1,06 мкм заключается в переходах {\displaystyle ^{3}H_{6}\to {^{3}H_{5}}}, {\displaystyle ^{3}F_{4}\to {^{3}F_{2}}}, {\displaystyle ^{3}H_{4}\to {^{1}G_{4}}}. Промежуточные переходы {\displaystyle {^{3}H_{5}}\to {^{3}F_{4}}} и {\displaystyle {^{3}F_{2}}\to {^{3}H_{4}}} являются релаксационными. Результатом является генерация мощного излучения на длине волны 475 нм на переходе {\displaystyle ^{1}G_{4}\to {^{3}H_{6}}}. Двухфотонное поглощение квантов с длиной волны 660 нм приводит к переходам {\displaystyle ^{3}H_{6}\to {^{3}F_{2,3}}} и {\displaystyle ^{3}H_{4}\to {^{1}D_{2}}} с последующим излучением кванта света 460 нм. 
Празеодим представляет значительный интерес в качестве рабочего иона, так как up-конверсионная схема для волокон, легированных им, позволяет получать генерацию красного, оранжевого, зелёного и синего цветов. Часто применяется дополнительное легирование иттербием, благодаря очень широкой полосе поглощения, лежащей в диапазоне работы мощных GaAs диодов. Ионы Yt3+ служат в качестве сенсибилизаторов (частиц, передающих энергию между различными уровнями ионов, служащих для генерации).

### ВКР-лазеры
Преобразование частоты генерации лазера может быть осуществлено с помощью вынужденного комбинационного рассеяния (ВКР, эффект Рамана). В стёклах оно проявляется существенно слабее, чем в некоторых нелинейных кристаллах и жидкостях, но благодаря низким оптическим потерям в оптическом волокне, ВКР происходит достаточно эффективно для практического использования. Впервые эффект Рамана в волоконных лазерах был продемонстрирован Роджером Столеном в 1972 году, и с тех пор продолжается активная разработка волоконных ВКР-лазеров. Они представляют значительный интерес благодаря переносу частоты генерации в инфракрасную область спектра, где редкоземельные твердотельные лазеры малоэффективны. Вместе с дисперсионными резонаторами можно получить перестройку частоты в них в диапазоне 1,1—1,6 мкм при сохранении высокой выходной мощности.
Резонаторы волоконных ВКР-лазеров создаются парами брэгговских решёток, которые рассчитываются на полное пропускание излучения накачки и заметное отражение на длине волны стоксовой компоненты рассеянного излучения (порядка 99,9 % для полностью отражающего зеркала и 5 % для выходного зеркала). Иногда используют несколько пар решёток для получения стоксовых компонент более высоких порядков. Наиболее распространёнными являются ВКР-лазеры, использующие германосиликатные волокна, благодаря тому, что в них эффективность вынужденного комбинационного рассеяния и фоточувствительность существенно выше, чем в чисто кварцевых волокнах, и растёт с повышением концентрации германия. Типичный лазер непрерывной генерации накачивается другим YAG:Nd3+-лазером на длине волны 1,06 мкм. Первичная накачка неодимового лазера осуществляется полупроводниковыми диодами. Длина активного волокна может составлять 800 м. Резонаторы в нём создаются тремя и более парами (каскадами) брэгговских решёток. Подобный пятикаскадный лазер с длиной волны 1,48 мкм даёт выходную мощность 1,5 Вт и используется для накачки волоконных усилителей в ВОЛС.

### Волоконные лазеры на фотонных кристаллах
Так называемое микроструктурированное или фотонно-кристаллическое оптическое волокно (ФКОВ, англ. photonic crystal fiber (PCF), holey fiber, или microstructured fiber) значительно отличается от традиционно применяемых оптических волокон. Если в последних световод образуется слоями с различным показателем преломления, то во ФКОВ светопередающая структура образуется воздушными каналами (например, цилиндрической формы), окружающими сплошную (или полую) сердцевину волокна — они образуют двумерный фотонный кристалл. Поэтому волноводные моды в них формируются не путём внутреннего отражения луча при распространении вдоль волокна, а вследствие появления запрещённых зон в спектре пропускания микроструктуры.
В типичном ФКОВ микроструктура образуется гексагонально упакованными воздушными каналами (англ. triangular cladding single-core PCF). Главной особенностью такого волокна является поддержка только основной моды независимо от длины волны или диаметра сердцевины. Поэтому микроструктуры позволяют создавать оптическое волокно с любой заданной числовой апертурой (от очень маленьких для активной сердцевины до очень больших для волноводов накачки) при сравнительно очень большом диаметре сердцевины. Последнее очень важно для создания высокомощных одномодовых лазеров, так как обычная технология изготовления волокна требует увеличения диаметра сердцевины для повышения мощности, а для одной и той же волны генерации это приводит к многомодовому режиму распространения света.
Для накачки редкоземельных ионов в срезе ФКОВ создаётся структура, напоминающая оптическое волокно с двойным покрытием. Вокруг внутреннего фотонного кристалла, окружающего активную сердцевину, на некотором расстоянии формируется ещё один слой воздушных каналов (типично вытянутых в срезе волокна в радиальном направлении). Преимуществом такой структуры кроме большой численной апертуры являются низкие потери излучения накачки благодаря отсутствию спиральных и винтовых мод, которые не проходят через активную сердцевину.
В 2003 году был продемонстрирован волоконный лазер в режиме постоянной генерации, использующий ФКОВ длиной 2,3 м, КПД которого был 78 % при максимальной мощности генерации 80 Вт. В 2006 году был создан лазер с тем же КПД, максимальной мощностью генерации 320 Вт (550 Вт/м активного волокна) и площадью мод 2000 мкм2. Как и в случае обычного волокна, лазеры, использующие ФКОВ, характеризуются линейной зависимостью выходной мощности излучения от мощности накачки.

## Применение

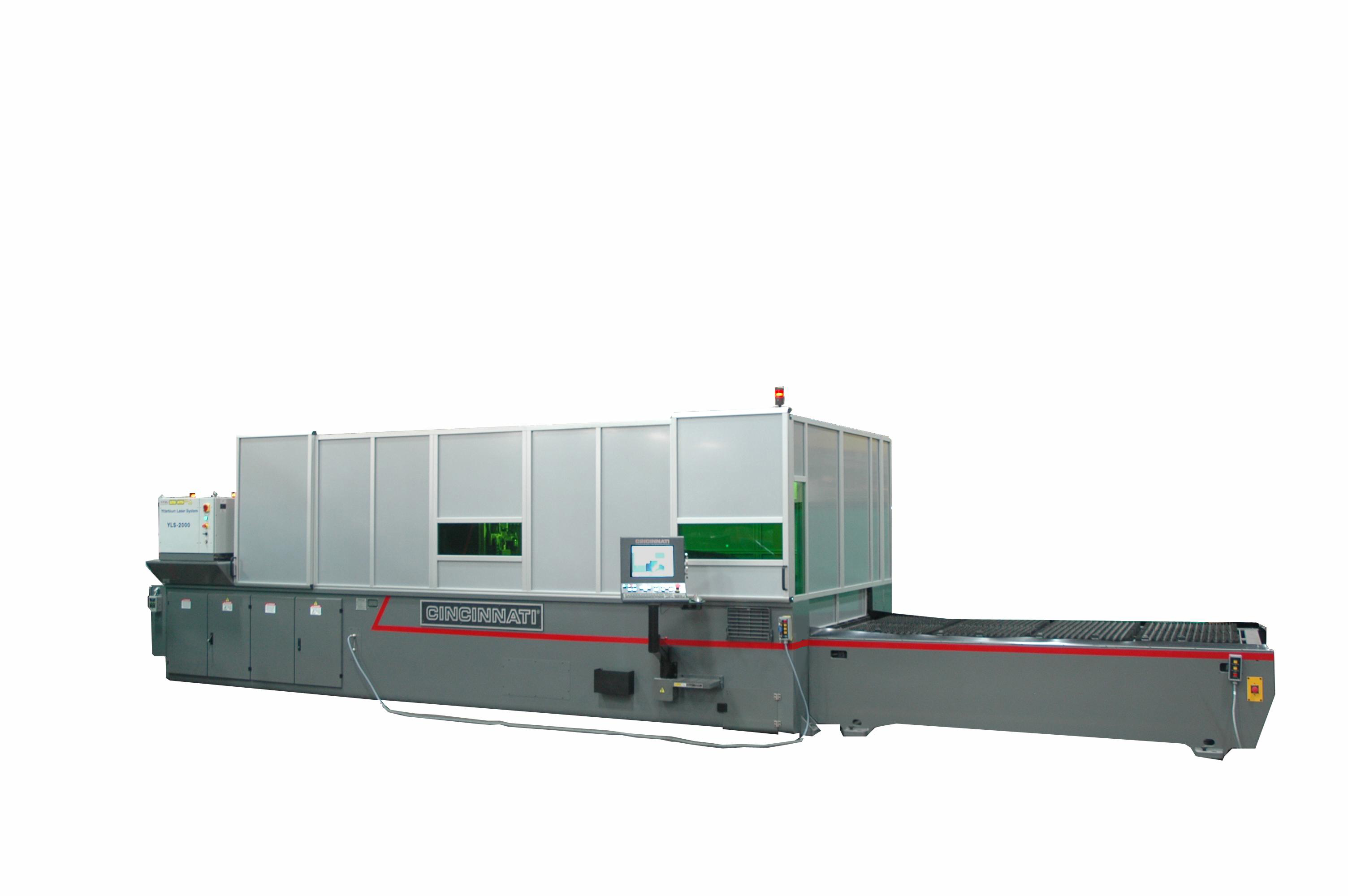
Станок для резки металла Cincinnati CL-920 (2 кВт, иттербиевый волоконный лазер)

### Преимущества и недостатки

Демонстрационная лазерная установка проектной компании Роснано НТО «ИРЭ-Полюс» на выставке RUSNANOTECH 2010

К преимуществам волоконных лазеров традиционно относят значительное отношение площади резонатора к его объёму, что обеспечивает качественное охлаждение, термостойкость кремния и небольшие размеры приборов в подобных классах требований по мощности и качеству. Лазерный луч, как правило, необходимо завести в оптическое волокно для последующего использования в технике. Для лазеров иной конструкции это требует специальных оптических систем коллимации и делает устройства чувствительными к вибрациям. В волоконных лазерах генерация излучения происходит непосредственно в волокне, и оно имеет высокое оптическое качество. Недостатками данного типа лазеров являются опасность возникновения нелинейных эффектов из-за высокой плотности излучения в волокне и сравнительно небольшая выходная энергия в импульсе, обусловленная малым объёмом активного вещества.
Волоконные лазеры проигрывают твердотельным в сферах применения, где требуется высокая стабильность поляризации, а использование сохраняющего поляризацию волокна затруднено по различным причинам. Твердотельные лазеры не могут быть заменены волоконными в спектральном диапазоне 0,7—1,0 мкм. Они также имеют больший потенциал для наращивания выходной мощности импульса по сравнению с волоконными. Однако волоконные лазеры показывают хорошие результаты на длинах волн, где не существует достаточно хороших активных сред или зеркал для лазеров иных конструкций, и позволяют с меньшими сложностями реализовывать некоторые лазерные схемы наподобие up-конверсии.

### Сферы применения
Благодаря широкому выбору параметров волоконные лазеры нашли применение во многих сферах деятельности. В частности, они используются для гравировки и резки металлов в промышленности и для лазерной маркировки товаров, где необходимы большая пиковая мощность коротких импульсов, следующих с заданной частотой. Так, для пластика и металла используются импульсы 5—10 кВт длительностью от 10 до 100 нс при частоте следования от 20 до 200 кГц. Это позволяет изменять лишь оптические свойства поверхности без повреждения внутренней структуры изделия. Лазеры до 60 Вт используются при сварке нержавеющей стали в компонентах электроники и медицинских инструментов толщиной в десятые доли миллиметра. Они показали хорошие результаты при изготовлении стентов.